# DJ SHIMAMURA
DJ Shimamuraは、日本の男性作曲家、編曲家、DJ。自身のレーベル「DYNASTY RECORDS」での活動の他、音楽ユニット「Active Planets」や「teranoid」の一員としても活動している。本名：嶋村 真輔（しまむら しんすけ）。

## 概要
日本のハードコアテクノの代表的なアーティストとして知られる。主にUKハードコアスタイルのトラックを多く製作しており、「ハードコアレイヴ」を自称している。オリジナル楽曲の他、様々なアーティストの楽曲のリミックスも手掛けている。日本のハッピーハードコアシーン黎明期から自身のレーベルを立ち上げ精力的に活動しており、ハードコアテクノの本場であるUKのレーベルへの参加やコンピレーションへの楽曲提供、BBCのラジオ1で楽曲がヘビーローテーションされるなど、海外での評価も極めて高い。
ハードコアMCであるMC STONEと共に『大人もキッズも楽しめる夜型遊園地』を目指して、『WEEKEND RAVERS』というパーティーを主宰として定期的に開催している。GammarやAl StormといったUKのトップDJを招聘する等、現在ハードコアテクノパーティーとしては規模、動員共に日本トップクラスのイベントとなっている。

## ディスコグラフィ

### 自身のレーベル「DYNASTY RECORDS」からのリリース作品
- TOKYO NO.1 HARD&HIGH-SPEED EP (12INCH VINYL)
- FOREVER HARDCORE EP (12INCH VINYL)
- BITTER SWEET MAGIC EP (12INCH VINYL)
- MoMo EP (12INCH VINYL)
- FANTOM EP (12INCH VINYL)
- SOLDIER EP (MAXI CD-R SINGLE)
- POWER SLAM (CD ALBUM)
- SX (CD ALBUM)
- TRAX (CD ALBUM)
- ELEKTRONIX (CD ALBUM)
- MAX (CD ALBUM)
- Megatropolis -Dynasty Collective Vol.2- (CD ALBUM)
- FENIX (CD ALBUM)
- REMIX (CD ALBUM)
- VORTEX(CD ALBUM)
- DELUX (CD ALBUM)

## 主な参加作品
- EARTH
「Color of Seasons 〜GabbEarth Mix〜」（編曲）
- 榊原ゆい
「jewelry days」（作曲・編曲）
「Eternal Destiny」（作曲・編曲）
「Ready Go!!」（作曲・編曲）
「SAYONARAじゃない。 〜upper.ver〜」（編曲）
「Try Real!」（作曲・編曲）
- Mizuho
「It's my precious time!」（作曲・編曲）
- Lia
アルバム「LIA*COLLECTION ALBUM SPECTRUM RAYS」
「SPECTRUM RAYS」（作詞・作曲・編曲）
「Goin'on!」（作曲・編曲）
「THE END」（作曲・編曲）
「Birthday Song,Requiem 〜Eupho-LIA Hardcore remix〜」
「Sky High」（編曲）[1]
「All Around」（編曲）[1]
- beatmaniaIIDX
「Overload Frontier」 （作曲・編曲 beatmaniaIIDX 21 SPADA収録）
「Feel The Beat」 （作曲・編曲 同上）[2]
「Blaze it UP!」（作曲・編曲 beatmaniaIIDX 22 PENDUAL収録）
「GET READY!!」 （作曲・編曲 beatmaniaIIDX 23 copula収録）
「Believe in you」 （作曲・編曲 beatmaniaIIDX 24 SINOBUZ収録）
「Volcanic Dragon」（作曲・編曲 beatmaniaIIDX 27 HEROIC VERSE収録）
- DanceDanceRevolution
「Get On Da Floor」（作曲・編曲 DanceDanceRevolution A20収録）
「Rampage Hero」（作曲・編曲 DanceDanceRevolution A20収録）